# الجمعيه البريطانية للرعاية الفورية
الجمعية البريطانية للرعاية الفورية هي الجمعية البريطانية للرعاية الفورية وهي منظمة تحمل الهدف المعلن لتشجيع الرعاية الفورية، ومساعدة تشكيل وتمديد منظمات الرعاية الفورية، تعتمد المنظمة على متطوعين محترفين طبيا لتقديم مساعدة الرعاية الصحية في دعم خدمات الطوارئ وهي مسجلة كمنظمة خيرية مع شركتين تابعتين للتداول -BASICS Trading Ltd وBASICS Education Ltd- وكلاهما مسجلتان كشركات محدودة منفصلة.

## الهدف
هي جمعية للمتخصصين في الرعاية الصحية الذين يمارسون تدريبا إضافيا كممارسين للرعاية الفورية يقدم الأعضاء خدماتهم لدعم خدمات الإسعاف القانونية أو التطوعية، يتم استخدام الأعضاء لتوفير مهارات إضافية في الأحداث الكبرى أو للمرضى الذين يعانون من صعوبة خاصة لهذا، يمكن استدعاء الأفراد على أساس كل حالة على حدة من قبل مركز مراقبة سيارات الإسعاف المحلية.

## دور المنظمات التابعة للجمعية
تساعد مخططات الجمعية في جميع أنحاء البلاد صناديق خدمات الإسعاف حيث تتطلب استجابة متعددة الوكالات على المستوى المحليأو مهارات إضافية ومستويات تأهيل مطلوبة يمكن رؤية مثال على هذه الاستجابة متعددة الوكالات في «حادث صناعي» حيث أصبح العامل على سبيل المثال محاصرًا في الآلات ستعمل خدمة الإسعاف إلى جانب خدمة الإطفاء لتنسيق عملية الإنقاذ يمكن أن تكمل المخططات الفردية مجموعة المهارات المتاحة في مكان الحادث مع طبيب أو ممرض أو مسعف رعاية حرجة الذين يمكنهم توفير المهارات خارج اختصاص معظم المسعفين الطبيين في الخطوط الأمامية تتضمن هذه المهارات التكميلية طرقًا مختلفة لتوفير التسكين، والجراحة إذا لزم الأمر والتي قد تكون ضرورية لتخليص المريض، قد تستفيد المنظمات من جميع درجات المستجيب الأول بما في ذلك الأطباء والمسعفون والممرضات إلى جانب المستجيبين الأوائل من المجتمع.
تتبع للجمعية في المملكة المتحدة منظمات منها
- (لينكولنشاير خدمة الطوارئ الطوعية المتكاملة) Lincolnshire Integrated Voluntary Emergency Service[3]
- (خدمة إنقاذ حوادث سوفولك) Suffolk Accident Rescue Service
- (صندوق خدمة إسعاف جنوب غرب ويلتشير) SWIFT Medics Wiltshire
- (خدمة الإنقاذ من الحوادث في ميرسيا) Mercia Accident Rescue Service
- (فريق وسط ميدلاندز للحوادث والإنعاش والطوارئ) West Midlands CARE Team
- (خدمة الإنقاذ من الحوادث في نورفولك) (Norfolk Accident Rescue Service (NARS
- (الخدمات الطبية لويلز) MEDSERVE Wales[4]

## تاريخ المنظمة
تأسست الرابطة البريطانية لخطط الرعاية الفورية في يونيو 1977، كينث ايستون كان ممارس عام وكان أول رئيس للمنظمة في البداية تم تشكيله من المخططات القائمة. ثم قدمت المنظمة عضوية فردية للاطباء المهتمين بالرعاية الفوريةمثل أولئك الذين يعملون في الممارسة العامة، الجراحة، الطب، طب الطوارئ، التخدير والعناية المركزة كانت العضوية المنتسبة مفتوحة للمساعدين الطبيين والممرضين والتي تغيرت لاحقًا إلى تقديم العضوية الكاملة مع الاعتراف بالأدوار المتغيرة لهذه المهن. في عام 1991 زادت المنظمة في الجوانب التعليمية وتوفير الدورات السكنية التي تغطي الرعاية ما قبل المستشفى والإنعاش. وجاء المزيد من الدعم لعمل الجمعية بعد حادث تفجيرات لندن في 7 يوليو 2005. في العام التالي، أعلنت الجمعية الطبية البريطانية دعمها لسلسلة من الدورات التدريبية، على مدى ثلاث سنوات، ستنظمها BASICS.